# Yuki Matsushita
Yuki Matsushita (松下 裕樹 Matsushita Yuki?, nacido el 7 de diciembre de 1981 en Gunma) es un futbolista japonés que se desempeña como centrocampista.

## Trayectoria

### Clubes
| Club                | País  | Año         |
| ------------------- | ----- | ----------- |
| Sanfrecce Hiroshima | Japón | 2000 - 2003 |
| Avispa Fukuoka      | Japón | 2004 - 2006 |
| Kawasaki Frontale   | Japón | 2006        |
| Thespa Kusatsu      | Japón | 2007 - 2012 |
| Yokohama FC         | Japón | 2013 - 2014 |
| Thespakusatsu Gunma | Japón | 2015 -      |

## Estadística de carrera

### J. League
| Club                | Año   | J. League | J. League | Copa J. League | Copa J. League | Total | Total |
| Club                | Año   | Part.     | Goles     | Part.          | Goles          | Part. | Goles |
| ------------------- | ----- | --------- | --------- | -------------- | -------------- | ----- | ----- |
| Sanfrecce Hiroshima | 2000  | 2         | 0         | 0              | 0              | 2     | 0     |
| Sanfrecce Hiroshima | 2001  | 1         | 0         | 2              | 0              | 3     | 0     |
| Sanfrecce Hiroshima | 2002  | 13        | 0         | 2              | 0              | 15    | 0     |
| Sanfrecce Hiroshima | 2003  | 13        | 0         | -              | -              | 13    | 0     |
| Avispa Fukuoka      | 2004  | 11        | 0         | -              | -              | 11    | 0     |
| Avispa Fukuoka      | 2005  | 25        | 3         | -\|25          | -\|25          |       |       |
| Avispa Fukuoka      | 2006  | 3         | 0         | 2              | 0              | 5     | 0     |
| Kawasaki Frontale   | 2006  | 4         | 0         | 0              | 0              | 4     | 0     |
| Thespa Kusatsu      | 2007  | 37        | 3         | -              | -              | 37    | 3     |
| Thespa Kusatsu      | 2008  | 36        | 2         | -              | -              | 36    | 2     |
| Thespa Kusatsu      | 2009  | 45        | 3         | -              | -              | 45    | 3     |
| Thespa Kusatsu      | 2010  | 33        | 3         | -              | -              | 33    | 3     |
| Thespa Kusatsu      | 2011  | 37        | 1         | -              | -              | 37    | 1     |
| Thespa Kusatsu      | 2012  | 37        | 3         | -              | -              | 37    | 3     |
| Yokohama FC         | 2013  | 30        | 0         | -              | -              | 30    | 0     |
| Yokohama FC         | 2014  | 27        | 3         | -              | -              | 27    | 3     |
| Thespakusatsu Gunma | 2015  | 37        | 2         | -              | -              | 37    | 2     |
| Thespakusatsu Gunma | 2016  | 41        | 3         | -              | -              | 41    | 3     |
| Thespakusatsu Gunma | 2017  | 32        | 0         | -              | -              | 32    | 0     |
| Total               | Total | 464       | 26        | 6              | 0              | 470   | 26    |